# Гроте-де-Буко, Евгений Александрович
Евгений Александрович Гроте-де-Буко (1862 — 1944) — русский военный, генерал-майор (1917). Герой Первой мировой войны.

## Биография
В 1862 году родился в Москве в штаб-офицерской семье. 
В службу вступил  после окончания 4-й Московской военной гимназии. В 1881 году после окончания Московского пехотного юнкерского училища по I разряду произведён в прапорщики  и выпущен в Самогитский 7-й гренадерский полк. 
В 1882 год переведён в Галицкий 20-й пехотный полк. В 1884 году произведён в подпоручики, в 1888 году в поручики — адъютант батальона. 
С 1895 года в запасе и на гражданской службе. В 1896 году титулярный советник — помощник уездного начальника города Влоцлавека. С 1898 года помощник нешавского уездного начальника по хозяйственной части. С 1899 года начальник земской стражи Нешавского уезда. С 1900 года полицмейстер города Влоцлавека. С 1903 года начальник земской стражи Новоминского уезда Варшавской губернии. С 1905 года уездный исправник города Лиды. В 1909 году коллежский асессор, с 1913 года — коллежский советник.
С 1914 года участник Первой мировой войны — капитан, командир роты 6-го Финляндского стрелкового полка. В 1915 году за боевые отличия произведён в подполковники — командир 1-го батальона. В 1916 году произведён в полковники. С 1917 года командир 24-го Финляндского стрелкового полка. Высочайшим приказом от 9 октября 1917 года за боевые отличия произведён в генерал-майоры.

Высочайшим приказом от 9 сентября 1915 года за храбрость награждён орденом Святого Георгия 4-й степени:
За то, что 31 января 1915 года в бою у с. Сенчув, когда между флангами 6-го и 7-го стрелковых полков образовался разрыв, в который устремились немцы, рота капитана Грото-де-Бурко получила задачу задержать наступление противника. Ведя перед тем фронтальный бой капитан Грото-де-Бурко поднял роту, переменил фронт и перешел в атаку во фланг и тыл противнику: после короткого пачечного огня капитан Грото-де-Бурко во главе роты бросился в штыки, опрокинул противника и укрепился на высоте 948, которую удержал за собою до конца боя, ведя бой на два фронта и отразив восемь яростных контр-атак противника

Высочайшим приказом от 21 ноября 1915 года за храбрость награждён Георгиевским оружием: 
За то, что  в бою 15 мая 1915 года у г. Болехова, когда атаковавшая неприятеля рота, вследствие сильного огня залегла и не могла продвинуться дальше, бросившись вперед с обнаженным оружием, увлек за собою свою роту, выбив штыками их трех рядов окопов и обратил его в быстрое отступление. После этого рота укрепилась на занятых позициях
После Октябрьской революции в 1918 году в Лиде пытался организовать белорусское национальное движение. С 1931 года жил в Вильно, с 1937 года в Польше. Погиб в 1944 году в Варшаве.
По воспоминаниям современников:

Это был бесхитросный старик, перед войной лидский исправник, по своей доброй воле променявший свою спокойную полицейскую должность на тяжелую профессию — сначала командира роты, затем батальона. Добрая воля, благожелательность, достаточно крепкие нервы, а затем седина — производили на стрелков неотразимое впечатление. … для них дедушка Гроте являлся несомненным вождем-старейшиной; повиновались они ему с глубоким почтением и любовью, … наблюдали стрелков, хватающих дедушку в критическую минуту за фалды, прячущих его в воронку, закрывающих его своими телами

## Награды
- Орден Святого Георгия 4-й степени (ВП 09.09.1915)
- Георгиевское оружие (ВП 21.11.1915)
- Орден Святого Станислава 2-й степени с мечами (ВП 20.10.1916)